# Pero angasmarca
Pero angasmarca là một loài bướm đêm trong họ Geometridae.